# Ederkopf

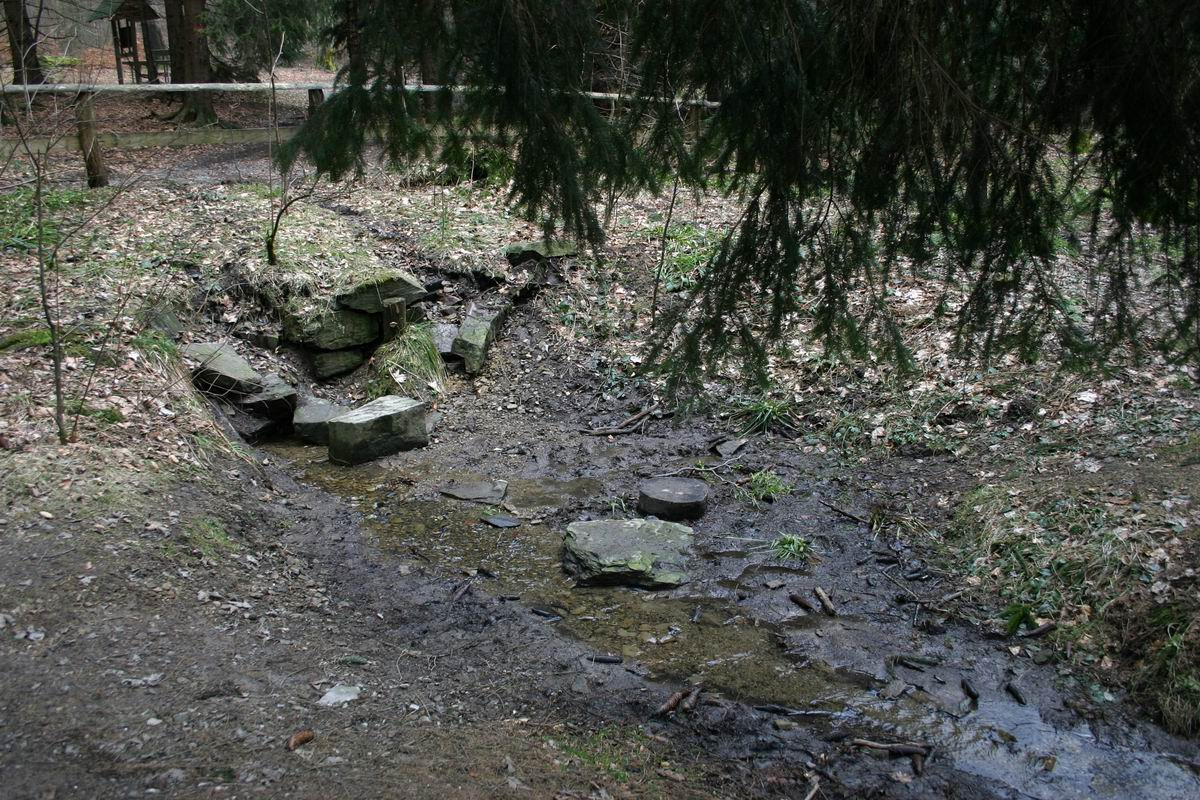
Ederquelle am Ederkopf während der Schneeschmelze (27. März 2005)

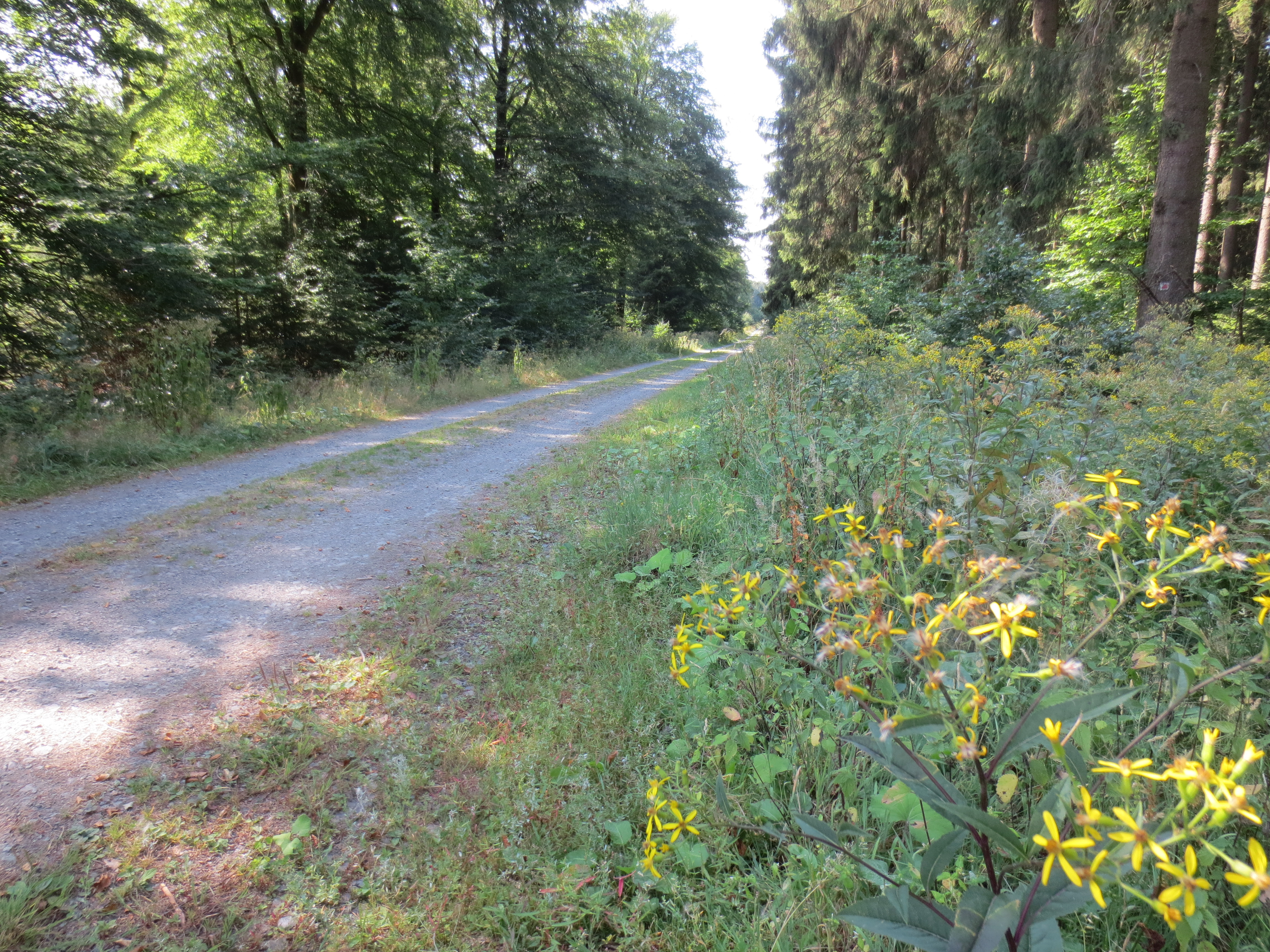
Berg „Ederkopf“ und „Steiniger Weg“ Richtung Ederquelle

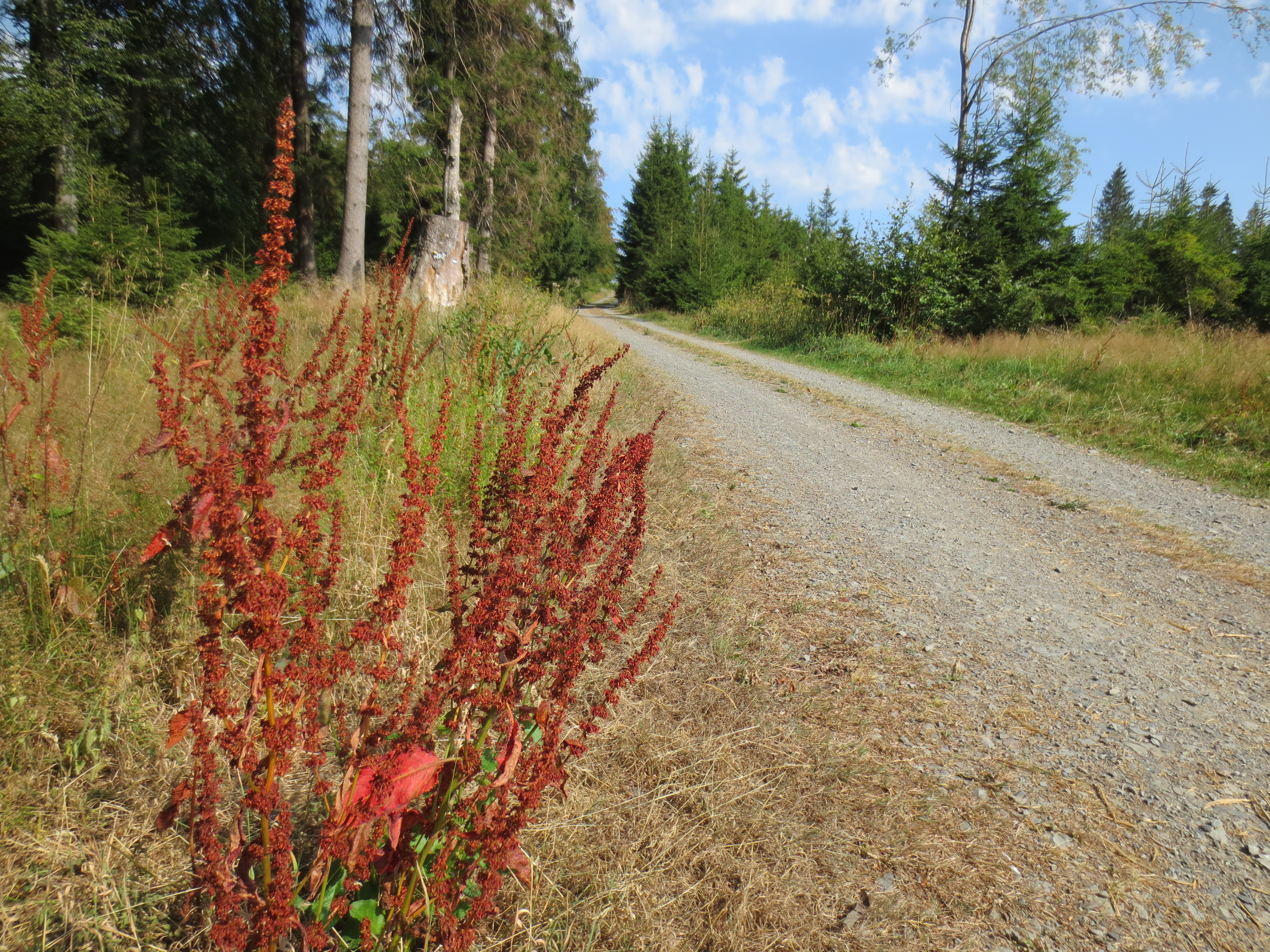
Anhöhe „Ederkopf“ (650 m ü.NHN) in Richtung Oberste Henn

Ederkopf ist der Name einer 650 m ü. NHN hohen Hangstelle auf der Südflanke des im Rothaargebirge befindlichen Berges Oberste Henn (675,9 m) bei Benfe im nordrhein-westfälischen Kreis Siegen-Wittgenstein. Überregional bekannt ist er durch die Ederquelle.

## Geographie

### Lage
Der Ederkopf liegt im Südteil des Rothaargebirges auf der Grenze von Siegerland und Wittgensteiner Land etwa 400 m südsüdöstlich der Obersten Henn, auf welcher der Sendeturm des Senders Ederkopf steht. Er befindet sich im Naturpark Sauerland-Rothaargebirge je zu einer Hälfte auf dem Gebiet der Gemeinde Erndtebrück mit der Gemarkung Benfe und der Stadt Netphen mit der Gemarkung Nauholz, zwischen der 2,1 km ostsüdöstlich liegenden Ortschaft Benfe (zu Erndtebrück), dem 3,8 km westnordwestlich gelegenen Dorf Sohlbach (zu Netphen) und der 4,3 km nordwestlich befindlichen Lützel (zu Hilchenbach). Knapp 950 m (jeweils Luftlinie) westsüdwestlich des Ederkopfs liegt der geographische Mittelpunkt des Kreises Siegen-Wittgenstein; unmittelbar dort vorbei führt auf 592,9 m Höhe der die Ederquelle direkt und zudem südlich den Ederkopf passierende Rothaarsteig. Der Siegerland-Höhenring führt knapp 200 Meter südlich an der Quelle vorbei.

### Naturräumliche Zuordnung
Der Ederkopf gehört in der naturräumlichen Haupteinheitengruppe Süderbergland (Nr. 33) in der Haupteinheit Rothaargebirge (mit Hochsauerland) (333) und in der Untereinheit Dill-Lahn-Eder-Quellgebiet (333.0) zum Naturraum Ederkopf-Lahnkopf-Rücken (333.01).

### Fließgewässer und Wasserscheide
Etwa 700 m südsüdwestlich des Ederkopfs und 1 km nordöstlich der Eisenstraße des Rothaargebirges liegt im Wald auf 621 m Höhe die Ederquelle. Rund 700 m südsüdwestlich der Ederquelle entspringt etwas nördlich der Eisenstraße auf ungefähr gleicher Höhe der Eder-Zufluss Benfe.
Entlang der nahen Eisenstraße, nicht jedoch direkt über den Ederkopf, verläuft ein Teil der Rhein-Weser-Wasserscheide; letztlich erreicht das Wasser folgender Flüsse die Nordsee (Entfernungen jeweils Luftlinie):
- 700 m südsüdwestlich vom Ederkopf entspringt die Eder, deren Wasser durch die Fulda in die Weser fließt.
- 5,7 km südsüdöstlich vom Ederkopf entspringt nahe dem Lahnkopf die Lahn, die in den Rhein mündet.
- 3,3 km südöstlich vom Ederkopf entspringt am Jägerhain die Sieg, die auch in den Rhein mündet.

### Ederkopfhöhe
Der Ederkopf ist 650 m hoch. Die Höhe bezieht sich auf eine dortige Waldweg- und -pfadkreuzung (siehe Verkehr und Wandern). Wenige Meter südlich dieser Kreuzung liegt ein trigonometrischer Punkt (648,8 m). Einen Gipfel gibt es nicht, weil das Gelände von dieser Kreuzung zur im Nordnordwesten befindlichen Obersten Henn hin ansteigt und nach Südsüdwesten zur Ederquelle hin abfällt.
Oft wird die Ederkopfhöhe mit rund 655 m angegeben, was sich aber auf die südwestlich von ihm liegende Straßen- und Wegkreuzung von Eisen- und Kohlenstraße (siehe auch Verkehr und Wandern) beziehen dürfte; ein direkt südwestlich dieser Kreuzung gelegener trigonometrischer Punkt befindet sich auf 656,4 m (⊙) Höhe, und etwas westlich davon liegt eine 656,6 m hohe Stelle. Zudem befindet sich 650 m südlich des Ederkopfs und 400 m östlich der Ederquelle eine 646,2 m hohe (namenlose?) Kuppe.

## Schutzgebiete und Flora
Auf dem Ederkopf erstrecken sich Teile des mehrteiligen Naturschutzgebiets Rothaarkamm und Wiesentäler (LP Erndtebrück; CDDA-Nr. 555560747; 2004 ausgewiesen; 2,7806 km² groß) sowie solche der Landschaftsschutzgebiete Netphen (CDDA-Nr. 390136; 1985; 118,9074 km²) und Erndtebrück (CDDA-Nr. 389566; 2011; 60,6865 km²). Zudem breiten sich dort Bereiche des Fauna-Flora-Habitat-Gebiets Rothaarkamm und Wiesentäler (FFH-Nr. 5015-301; 34,4146 km²) aus. Auf der Erhebung liegen Laub- und sonst zumeist Nadelwaldparzellen des Wittgensteinschen Forsts.

## Verkehr und Wandern
Rund 1,5 km (Luftlinie) südwestlich vorbei am Ederkopf führt etwa in Nordwest-Südost-Richtung mit der dort die Kohlenstraße kreuzenden Eisenstraße des Rothaargebirges eine von mehreren so bezeichneten, einstigen Handels- und Fernverkehrsstraßen, von der man die Erhebung auf Waldwegen und -pfaden erwandern kann. Etwa 480 m westlich dieser Kreuzung, an der sich zwei Parkplätze befinden, stehen nahe einer 638,7 m hoch liegenden Stelle das Forsthaus Hohenroth und eine Messstation. Auf einer weiteren Kreuzung, die sich unmittelbar am Ederkopf auf 650 m Höhe befindet, treffen fünf Waldwege und -pfade aufeinander. Zwischen beiden Kreuzungen, wo es einen Kyrillpfad gibt, kreuzt den Waldweg Kohlenstraße nahe der Ederquelle der Rothaarsteig.